# .ir
.ir (Irã) é o código TLD (ccTLD) na Internet para o Irã.